# エマージェンシーファイヤースターター

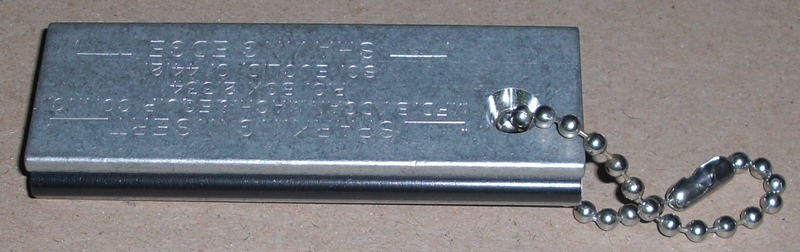
エマージェンシーファイヤースターターの例。本体の銀色の部分がマグネシウムの塊で、手前の黒色の細長い部分が火打石にあたる。

エマージェンシーファイヤースターターは、サバイバル用品として用いられる発火器具の一種。マグネシウムファイヤースターターともいう。
マグネシウムの塊と棒状の火打石を組み合わせたもので、ナイフなどの刃でマグネシウム部分を削って粉末状にし、前もって用意した火種にこの粉末をふりかけ、火打石の部分に刃を強く打ち付けることで火花を発生させて点火する仕組みになっている。火種としては自然環境の中なら木の枝、落ち葉、樹皮などを利用でき、自分自身の持ち物としてはティッシュペーパーや新聞紙でも良い。
自然災害はサバイバルに等しいとのコンセプトで、アウトドアショップなどでサバイバル用品を防災用品の一種として売っていることがあるが、実際の被災時にこの器具で火を起こそうとしたところ、その場に居合わせた者がライターを所持しているために無用に終わったといった体験談もある。
ファイアスターターのライター等の一般的な発火具と比べて部品数が少ないため長期間放置しても故障の可能性がほとんど無いことが最大の利点である。また発火できる回数を比較すると、マッチは本数の分だけなので20~100回、ライターはフリント(フェロセリウム)の寿命次第なので2500回程度なのに対し、ファイアスターターはフリントがライターより圧倒的に大きくストライカーの摩耗耐久性に依存するので一般に8000~12000回程度使用できると言われる。（ストライカーが破損してもナイフ・ノコギリ等の代用品を使用するなら回数は更に伸びる）
非常時に摩擦法などの発火法よりも少ない労力で確実に火を起こす事を目的とした最終手段的な発火具であり、裏を返せばライターがあればこうした器具は不要ということである。この器具を熟知しているサバイバル熟練者が「極力ライターを用意するように」と注意している例もある。